# Heavens-Above
Heavens-Above — некоммерческий веб-сайт, разработанный и поддерживаемый Крисом Питом, созданный для помощи людям в наблюдении и отслеживании спутников, вращающихся вокруг Земли, без необходимости в специальном оптическом оборудовании.
Сайт предоставляет подробные звёздные карты, показывающие траекторию спутников на фоне звёзд, наблюдаемых во время пролета. «Спейс шаттл» отслеживался до тех пор, пока программа не была прекращена в июле 2011 года и вспышки «Иридиума» также отслеживались до тех пор, пока программа не была прекращена в мае 2018 года. На веб-сайте также представлена информация о видимых в настоящее время кометах, астероидах, деталях планет и другой различной информации.
Журнал Sky & Telescope охарактеризовал Heavens-Above как «самый популярный веб-сайт для отслеживания спутников». Также авторы предлагают бесплатное мобильное приложение, которое показывает аналогичную информацию о местоположении пользователя.